# Liste österreichischer Brauereien

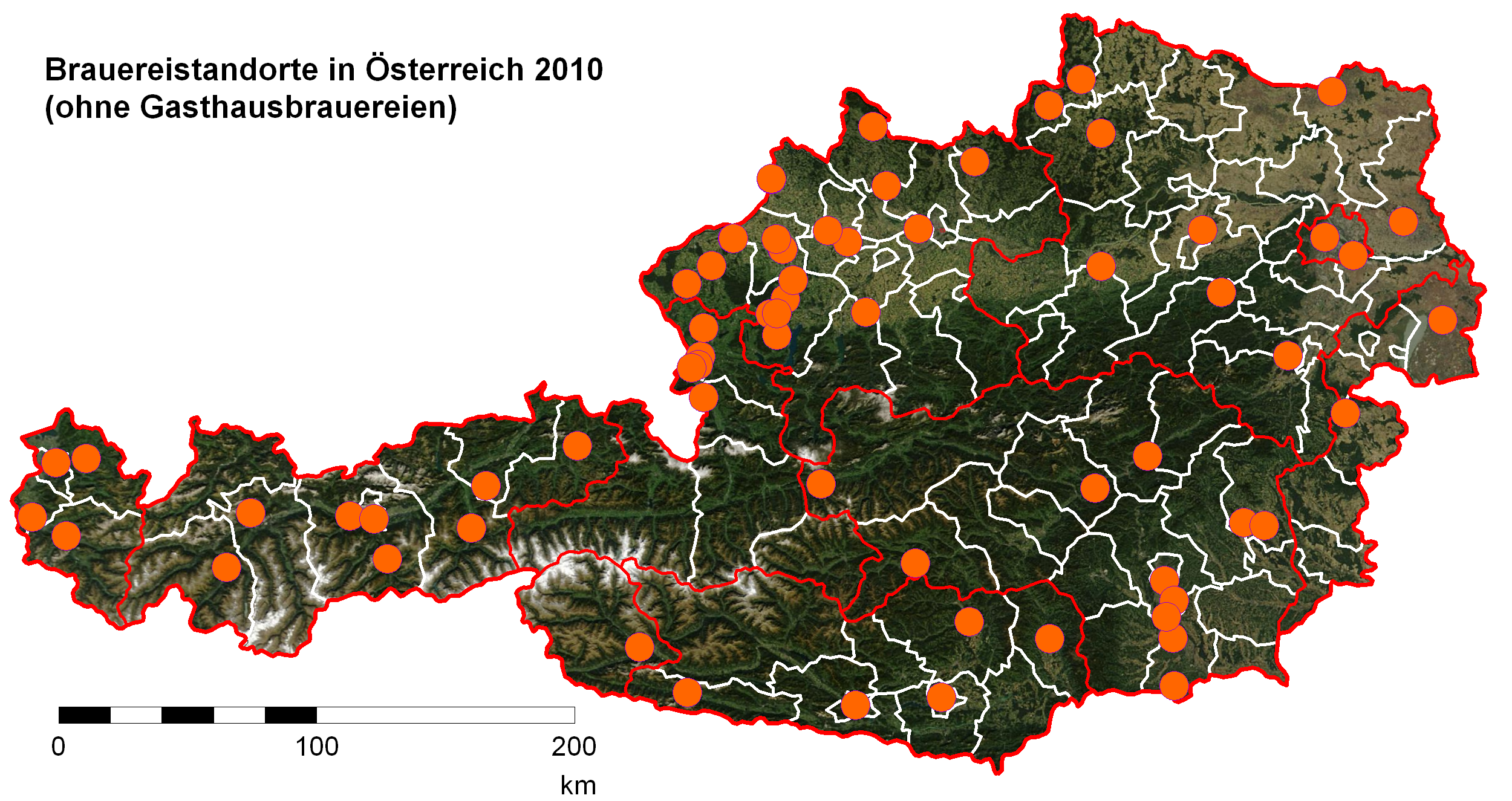
Brauereistandorte Österreichs

Dies ist eine Liste aktiver Brauereien in Österreich; geordnet nach Bundesländern.

## Burgenland
- Golser, Privatbrauerei Gols GmbH, Gols, *2007
- Kobersdorfer, Brauerei Kobersdorf, Kobersdorf, *2009
- Lakeseidel, Neusiedl am See, *2017
- Leithabräu, Leithaprodersdorf, *2016
- Rabenbräu, Braugasthof Schmidt, Neustift an der Lafnitz, *1999
- Westwindbrauerei, Deutsch Jahrndorf, *2018
- Zickentaler Brauerei, Heugraben, *2016

## Kärnten
- Biermanufaktur Loncium, Kötschach-Mauthen, *2007
- Brauerei Breznik, Bleiburg, *2007
- Brauerei Hirt, Micheldorf, *1270
- Edeltraud Handwerksbrauerei,[1] Arriach, *2016
- Gelter Bräu, Sankt Veit an der Glan, *2015
- Halle Bräu,[2] Glanegg, *2016
- Malle, Villach, *2014
- Mühlenbräu Oschenitzen,[3] Völkermarkt, *2015
- Schleppe Brauerei, Klagenfurt, *1607
- Brauerei Shilling, Radenthein, *2013
- Stamperl Katschberg, Rennweg am Katschberg, *2015
- Turmbräu Melcher, Villach, *2008
- Villacher Brauerei, Villach, *1858
- Wimitzbräu, Kraig, *2011

## Niederösterreich
- Antonius Bräu, Leobersdorf 2015
- Adlerbräu, Tulln, *2004
- Allander Stierkogl Bräu, Alland, *2008
- Bahnhofsbräu, Ober-Grafendorf, *2015
- Brauerei Schrems, „Schremser“, Schrems, *1666
- Biermacherei Bugelmüller,[4] Korneuburg, *2017
- Bierwerkstatt Weitra, Weitra,
- Brauerei Hainfeld, Hainfeld, *1757
- Brauerei Schwechat, Schwechat, *1796
- Brauerei Wieselburg, Wieselburg, *1770
- Brauerei Zusag, Lichtenwörth, *2015
- Brauhaus Marchart, St. Andrä-Wördern, *2014
- Brauhotel Weitra, Weitra
- Brauküche 35, Hollabrunn
- Brettner, Schottwien, *1993
- Bruckners Bierwelt, „Erzbräu“, Gaming
- Dunkelsteiner Bräu, Karlstetten, *2008
- Emmerberg-Bräu, Winzendorf
- Fiaker Bräu, Langenlois
- Gablitzer Privatbrauerei, Gablitz
- Gallien Bräu
- Gasthof Diewald, Raach am Hochgebirge, *1998
- Geroldinger Brauhaus, Gerolding, *2013
- Haßbacher Braueck, Warth, *2012
- Holzb(r)auer, Warth, *1996
- Hölzl Bräu,[5] Wieselburg, *2006
- Hopfenartisten, Mödling, *2016
- Hopfenspinnerei, Waidhofen an der Thaya[6]
- Hopfius, Hanfthal, *2022[7]
- Hubertus Bräu, Laa an der Thaya
- Kartause Gaming, „Kartausenbräu“, Gaming
- Kirchberger Bier, Kirchberg am Walde
- Kurv`n Bräu Nestler, Staatz
- Marchfelder Storchenbräu, Untersiebenbrunn
- Poidl-Bräu, Pottenstein, *1993
- Privatbrauerei Fritz Egger, Unterradlberg
- Privatbrauerei Gerald Schwarz, Krumbach, *2010
- Privatbrauerei Zwettl, Zwettl
- Raxbräu, Payerbach (Gasthausbrauerei)
- Schlossbrauerei Walpersdorf, Inzersdorf-Getzersdorf
- Siegersdorfer Brauwerkstatt, Pottendorf-Siegersdorf
- St. Pöltner Bierbrau Genossenschaft, St. Pölten[8]
- Wirtshausbrauerei Haselböck, Haselbräu, Münichreith am Ostrong
- Wolfsbräu, Thernberg
- Xandlbräu, Vitis
- Zebedäus Bräu, Zellerndorf
- Zecherbräu, Enzenreith, *1991

## Oberösterreich
- 57 Brewery, Rohrbach-Berg
- Ale-X Craft Bier Eferding, Eferding[9]
- Bierschmied, Steinbach am Attersee
- Leonfeldner[10] Bad Leonfelden
- Braucommune Freistadt, Freistadt
  - Freistädter
- Brauerei Attersee, Straß im Attergau[11]
- Baumgartner Brauerei, Schärding
- Brauerei Aspach, Aspach
- Brauerei Schloss Eggenberg, Vorchdorf
- Brauerei Grieskirchen, Grieskirchen
- Brauerei Wurmhöringer, Altheim
- Brauerei Ried, Ried im Innkreis
- Brauerei Hofstetten, Sankt Martin im Mühlkreis (Gegenbauer, Hofstettner Bier, Alkbottle Bier)
- Brauerei Pachinger, Ampflwang
- Brauerei Raschhofer, Altheim
- Brauerei Schnaitl, Eggelsberg
- Brauerei Vitzthum, Uttendorf
- Brauerei Zipf, Neukirchen an der Vöckla
- Bräu am Berg, Frankenmarkt
- Brauhaus Traun, Traun (Trauner Bier)
- Dörnbacher Floriani-Bräu, Wilhering
- Eder Bräu, Pregarten
- Gerstlbräu, Wels
- Hofbrauerei Preuner, Frankenburg am Hausruck
- Josef Stadtbräu, Linz
- Kellerbrauerei Mitterbucher & Söhne, Ried im Innkreis
- Kemmet Bräu, Windischgarsten
- Klosterbrauerei Stift Engelszell, Engelhartszell an der Donau
- Leimer-Bräu, Lenzing
- Miti-Bräu, Gutau
- Neufeldner BioBrauerei, Neufelden
- Ökobrauerei Aurolzmünster, Aurolzmünster
- Privatbrauerei Argus-Bier, Schörfling am Attersee
- Ritterbräu, Neumarkt im Hausruckkreis
- Schlossbrauerei Weinberg, Kefermarkt
- Schwertberger Bräu, Schwertberg
- Steffinger Lepus-Bräu,[12] St. Stefan-Afiesl
- Stiegl-Gut Wildshut, St. Pantaleon-Wildshut
- Stiftsbrauerei Schlägl, Aigen im Mühlkreis
- The Beer Buddies, Tragwein
- Thorbräu, Ottensheim
- Wartberger Bier,[13] Wartberg ob der Aist

## Salzburg
- Augustiner Bräu Kloster Mülln, Salzburg
- Brauhaus Gusswerk, Salzburg
- Bräurup, Mittersill
- Die Weisse Brauerei, Salzburg
- Hausbrauerei Allerberger, Wals-Siezenheim
- Hofbräu Kaltenhausen, Hallein
- Kastner's Schenke, Salzburg
- Trumer Privatbrauerei, Obertrum am See
  - BierKulturHaus
  - Trumer Hopfenselektion
  - Sigls
- Raggei Bräu, Anthering
- Stieglbrauerei zu Salzburg, Salzburg
- Pinzgau Bräu, Bruck an der Großglocknerstraße gegründet 2015[14]

## Steiermark
- 1. Obermurtaler Brauereigenossenschaft reg. Gen. m.b.H., Murau
- Bauernhofbrauerei Neuwirth, Brodingberg bei Gleisdorf
- Bevog, Bad Radkersburg
- Brauhaus Bevog, Bad Radkersburg
- Brauhaus Girrer, Mariazell
- Brauerei Göss, Leoben
- Brauerei Gratzer, Kaindorf bei Hartberg
- Brauerei Leutschach, Leutschach
- Brauerei Puntigam, Puntigam (Graz)
- Schladminger Brauerei, Schladming
- Brauerei Seidl, Neumarkt
- Berger-Bräu, Sankt Jakob im Walde
- Eders Biobier, Fürstenfeld
- Eule, Graz
- Flamberger – Privatbrauerei Löscher, Sankt Nikolai im Sausal
- Flecks Bier, Frohnleiten
- Fürstenbräu, Fürstenfeld
- Glöckl-Bräu, Glockenspielhaus, Graz
- Großstübinger Leitn Bräu, Großstübing
- Handbrauerei Forstner, Kalsdorf bei Graz
- Haringer Gold – Bauernhofbrauerei Schmallegger, Floing
- Hausbrauerei Anita Herzog, Wundschuh
- Hermax Bräu, Markt Hartmannsdorf
- Hofbrauerei Wiener, Sankt Ruprecht an der Raab
- Laurenzi-Bräu Gleisdorf
- Lavabräu, Feldbach
- Leit'n Bier, Großstübing
- Marien-Bräu, Hart bei Graz
- Moarbräu, Stubenberg am See
- Nassauer City Bier, Unterbergla-Nassau
- Nibelungengold – Brauerei & Destillerie Daniela Gruber, Fürstenfeld
- Pock Bier, Weinburg-Pichla
- Prasser Bräu, Tillmitsch
- Privatbrauerei Erzbergbräu, Eisenerz
- Privatbrauerei Purat (Seckau)
- Putz'n Bräu, Pinggau
- Rudolf-Erlebnisbrauerei, Graz-Eggenberg
- Sajacher Schlössl Bräu, Gabersdorf
- Sudhaus, Graz
- Toni Bräu – Kleinbrauerei Hofer, Wagenbach
- Trieb-Bräu, Sankt Marein im Mürztal

## Tirol
- Achenseebier, Eben am Achensee, *2010
- Bäckelar Brewery (SÖLSCH), Sölden *2020
- Bierol, Schwoich, *2004
- Branger Bräu, Unterperfuß
- Brauerei Ebner, Absam, *2012
- Brauerei Falkenstein, Lienz
- Brauhaus Rattenberg (Schau- und Hausbrauerei)
- CraftCountry Brewery, Hall in Tirol
- Dorf-Alm – Stricker Bier (Schau- und Hausbrauerei), Holzgau
- Freundsberg 66,[15] Schwaz
- Geigenseer Privatbrauerei, Hopfgarten in Defereggen
- Huber Bräu, St. Johann in Tirol
- Klosterbräu Seefeld in Tirol
- Mairwirt, Schwendt
- Loderbräu, Walchsee
- Stadl Bräu, Berwang/Rinnen
- Starkenberger, Tarrenz
- Ötztaler Brauhaus, Ötztaler Bier Niederthai/Umhausen
- Theresienbräu, Innsbruck
- Tiroler Bier, Innsbruck
- Vilser Bergbräu,[16] Vils
- Wildschönau Brauerei, Wildschönau
- Zillertal Bier, Zell am Ziller (älteste Privatbrauerei Tirols, gegründet 1500)

## Vorarlberg
- Brauerei Egg, Simma, Kohler GmbH & Co KG, Egg
- Brauerei Fohrenburg, Bludenz (zweiter Platz in Vorarlberg mit 40 %)
- Mohrenbrauerei August Huber, Dornbirn (Marktführer in Vorarlberg mit ca. 60 %)
- Vorarlberger Brauereigenossenschaft Frastanz, „Frastanzer“, Frastanz

## Wien
- 100 Blumen Brauerei, 23., *2016
- 1516 Brewing Company, 1., *1999
- Beaver Brewing Company, 9., *2015
- Bräuhaus Ten.Fifty, 10., *2018

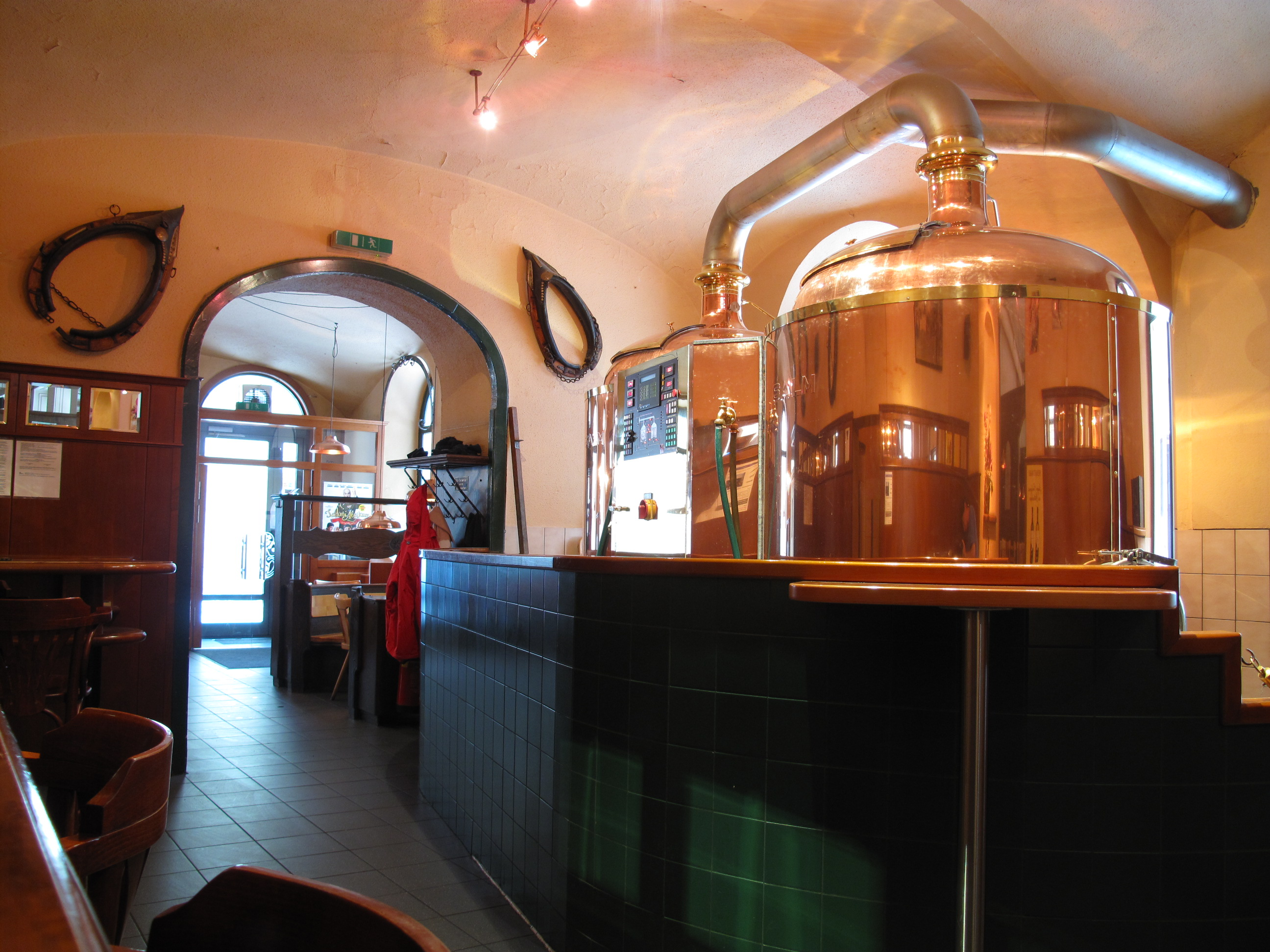
Wieden Bräu, eine typische Wiener Kleinbrauerei

- Braumanufaktur Schalken, 16., *2018
- Bürgerliche Brauerei, 1., *2019
- Fischerbräu, 19., *1985
- Kaltenhauser Botschaft Fünfhaus, 15., *2019
- Laurenz4, 5., *2019
- Lichtenthaler Bräu,[17] 9., *2012
- Medl-Bräu 1. Penzinger Gasthofbrauerei, 14., *1989
- Muttermilch Brewery, 6., *2017
- Nussdorfer Kuchlbräu, 19., *2017
- Ottakringer Brauerei, 16., *1837
  - Ottakringer Brauwerk, *2014
- Roter Hiasl, 22., *2012
- Salmbräu, 3., *1994
- Schnauzer & Beagle Brewery, 10., *2020
- Siebensternbräu, 7., *1994
- Stiegl’s Ambulanz, 9., *2002
- Stöckl im Park, 3., *2019
- The Highlander, 9., *2000
- Wieden Bräu, 4., *1991